# 马克·摩根
马克·摩根（英語：Mark Morgan，？—），澳大利亚男子游泳运动员，主攻自由泳、蝶泳。他曾代表澳大利亚参加1978年英联邦运动会游泳比赛，获得二枚金牌、一枚银牌和二枚铜牌。